# Plebiscyt Przeglądu Sportowego 1938
13. Plebiscyt Przeglądu Sportowego na najlepszego sportowca Polski zorganizowano w 1938 roku.

## Wyniki
1. Stanisław Marusarz - narciarstwo (28 230 pkt.)
2. Antoni Kolczyński - boks (25 876)
3. Stanisława Walasiewicz - lekkoatletyka (20 662)
4. Jadwiga Jędrzejowska - tenis (15 016)
5. Witold Gerutto - lekkoatletyka (13 860)
6. Wacław Gąssowski - lekkoatletyka (11 476)
7. Roger Verey - wioślarstwo (8010)
8. Czesław Sobieraj - kajakarstwo (7874)
9. Leonard Piątek - piłka nożna (4278)
10. Antoni Czortek - boks (3462)